# مسجد شالبافان
مسجد شالبافان (بالفارسية: مسجد شالبافان) هو مسجد تاريخي يعود إلى عصر القاجاريون، ويقع في همدان.